# Мусорная охота
«Мусорная охота»  (англ. Scavenger Hunt) — американский комедийный фильм 1979 года с участием таких актёров как Ричард Бенджамин, Джеймс Коко, Скэтмен Крозерс, Рут Гордон, Клорис Личмен, Кливон Литтл, Родди МакДауэлл, Роберт Морли, Ричард Маллиган, Тони Рэндалл, Дирк Бенедикт, Уилли Эймс, Стефани Фараси, Стивен Фёрст и Ричард Мазур. Фильм был снят Майклом Шульцем и выпущен компанией 20th Century Fox. Он также включает в себя появление Арнольда Шварценеггера и эпизодические роли Мита Лоуфа и Винсента Прайса.

## Сюжет
Милтон Паркер (Винсент Прайс), эксцентричный изобретатель игр, умирает от стресса после того, как проиграл в видеоигре своей медсестре (Кэрол Уэйн). Жадные и ранее совсем чуждые Милтону родственники Паркера появляются в его особняке, чтобы узнать его последнюю волю. Адвокат Чарльз Бернштейн (Роберт Морли) сообщает им, что победитель охоты за мусором унаследует состояние в 200 миллионов долларов. Потенциальные бенефициары формируют пять команд и ввязываются в различные злоключения.
В состав пяти команд входят:
- Овдовевший зять Паркера Генри Мотли и его четверо детей.
- Слуги: французский повар Анри, камердинер Дженкинс, водитель лимузина Джексон и французская горничная Бабетта.
- Тупой таксист Марвин Даммиц.
- Овдовевшая сестра Паркера Милдред Каррутерс, её поверенный Стюарт Селлсом и её сын Джорджи.
- Племянники Кенни и Джефф Стивенс и падчерица Милдред Лиза.

## Съёмки
Съёмки проходили в Сан-Диего, штат Калифорния, и его окрестностях, включая местные достопримечательности, такие как парк Бальбоа и здание мэрии.